# Marek Laš
Marek Laš (narozen 24. ledna 1987, Třebíč) je bývalý český hokejista a středoškolský učitel. Vystudoval Gymnázium Třebíč, ve studiu pokračoval na Západočeské univerzitě v Plzni, do roku 2006 hrál v SK Horácké Slavii Třebíč, od roku 2006 hrál v HC Lasselsberger Plzeň. V červenci 2014 odešel na hostování do HC Olomouc, kde se stal velmi účinným hráčem – střelcem, ke konci listopadu 2015 měl v týmu HC Olomouc vstřelených 10 branek a na žádnou nepřihrál. Stal se tak unikátním hráčem. V roce 2020 nastoupil s týmem Horácké Slavie Třebíč. Téhož roku v létě oznámil ukončení profesionální kariéry. Důvodem ukončení kariéry byly vleklé zdravotní problémy s koleny, rameny a zády.
Získal titul inženýra ekonomie. Od roku 2021 vyučuje matematiku, informatiku a tělocvik na gymnáziu v Třebíči.

## Statistiky

### Reprezentace
| Sezóna  | Klub              | Stát  | Vlajka | Liga         | Utkání | Góly | Asistence | Body |
| ------- | ----------------- | ----- | ------ | ------------ | ------ | ---- | --------- | ---- |
| 2005/06 | Reprezentace – 20 | Česko | Česko  | Reprezentace | 8      | 1    | 1         | 2    |
| 2006/07 | Reprezentace – 20 | Česko | Česko  | Reprezentace | 9      | 3    | 2         | 5    |